# Quadriptilia philorectis
Quadriptilia philorectis là một loài bướm đêm thuộc họ Pterophoridae. Loài này có ở Peru.
Sải cánh dài 39–41 mm. Con trưởng thành bay vào tháng 9.